# Catacombe dei Cappuccini

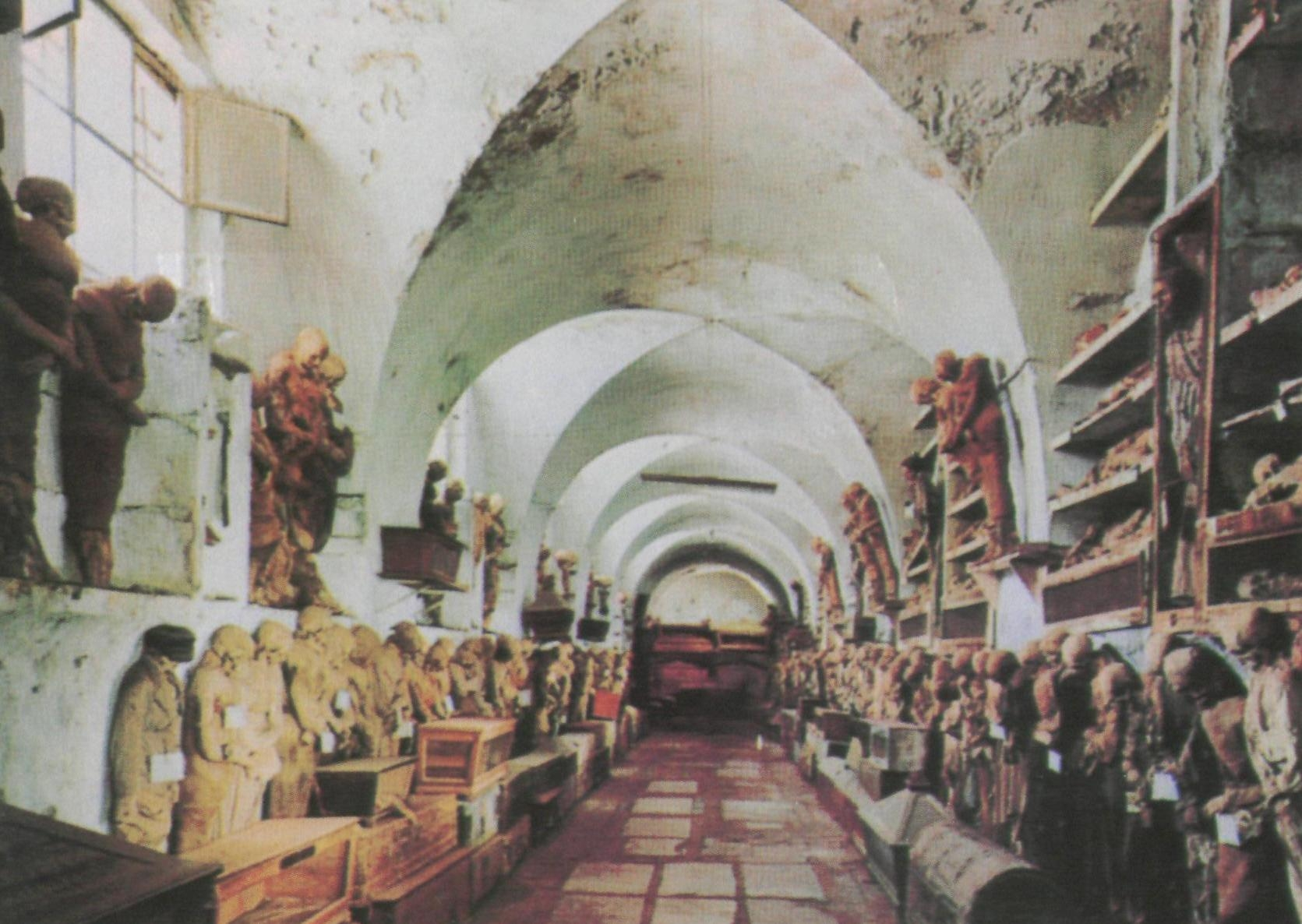
Catecombele Capucinilor din Palermo

Catacombele Capucinilor din Palermo (de asemenea, Catacombe dei Cappuccini) sunt catacombe pentru înmormântare în Palermo, Sicilia, sudul Italiei. Astăzi ele oferă o atracție turistică destul de macabră, precum și înregistrări istorice extraordinare.
Mânăstirea Capucinilor din Palermo a depășit suprafața inițială a cimitirului în secolul al XVI-lea și călugării au început să excaveze cripte sub el. În anul 1599 ei l-au mumificat pe unul dintre ei, fratele mort recent, Silvestro de Gubbio, și l-au plasat în catacombe.
Organismele erau deshidratate pe rafturi de țevi de ceramică în catacombe și, uneori, mai târziu se spălau cu oțet. Unele dintre cadavre au fost îmbălsămate și altele închise în dulapuri de sticlă sigilate. Călugării erau pastrați în hainele de zi cu zi și, uneori, cu corzile pe care le-au purtat ca penitență.
Inițial, catacombele au fost destinate numai călugărilor morți. Cu toate acestea, în următoarele secole a devenit un simbol al statutului a fi îngropat în catacombele capucinilor. În testamentele lor unii dintre cei îngropați aici cereau să fie păstrați în anumite haine sau hainele să le fie schimbate la anumite intervale de timp. Preoții purtau veșmintele clericale, alții erau îmbrăcați în conformitate cu moda contemporană. Rudele vizitau să se roage pentru cel decedat și, de asemenea, pentru a menține corpul în stare prezentabilă. 
Catacombele au fost menținute prin donații ale rudelor celui decedat. Fiecare nou organism a fost plasat într-o nișă temporară și ulterior introdus într-un loc mai permanent. Atâta timp cât contribuțiile continuau, organismul rămânea la locul lui, dar în cazul în care rudele nu mai trimiteau bani, corpul era pus deoparte pe un raft până când era reluată plata.

## Galerie

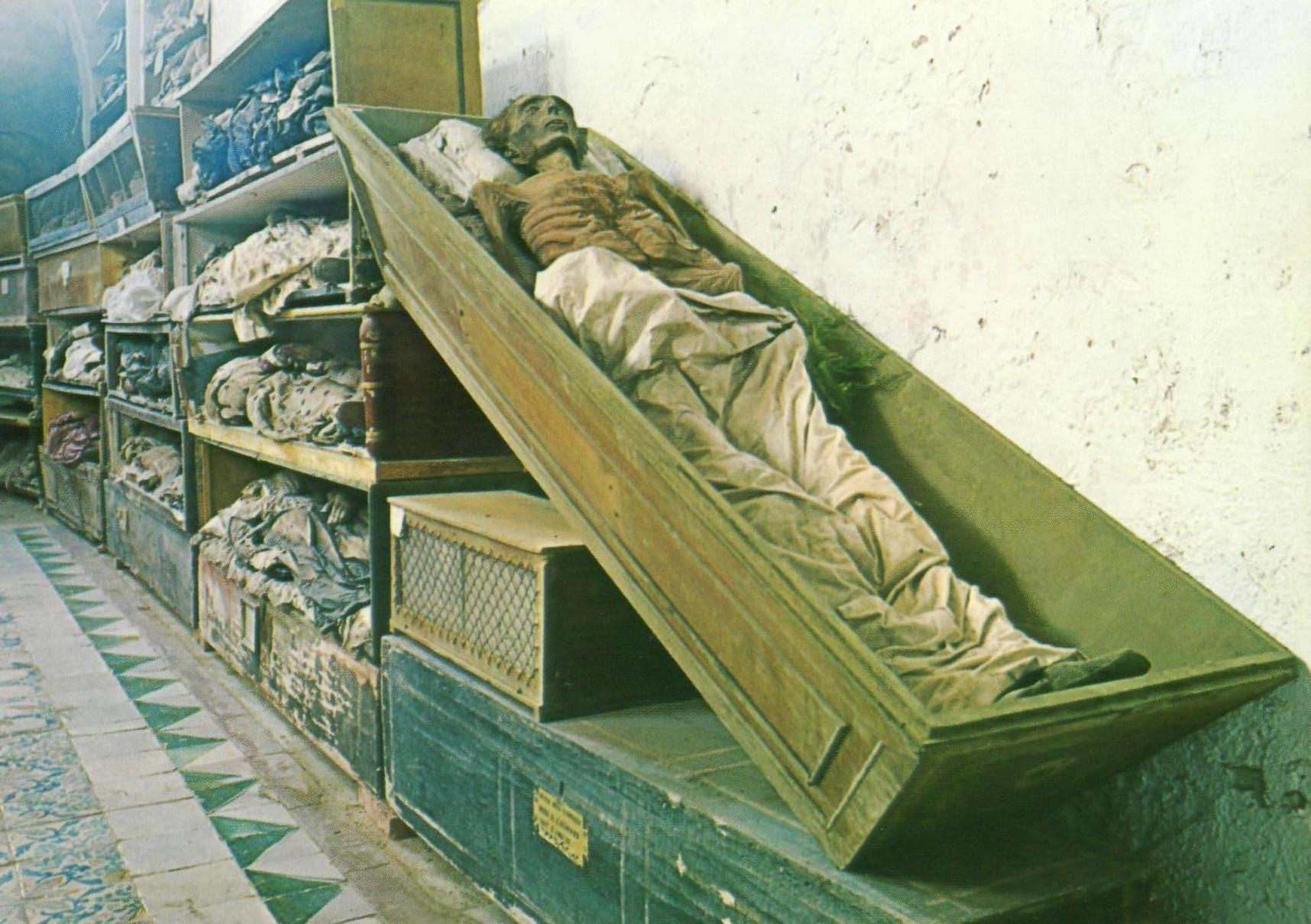
Coridorul nou
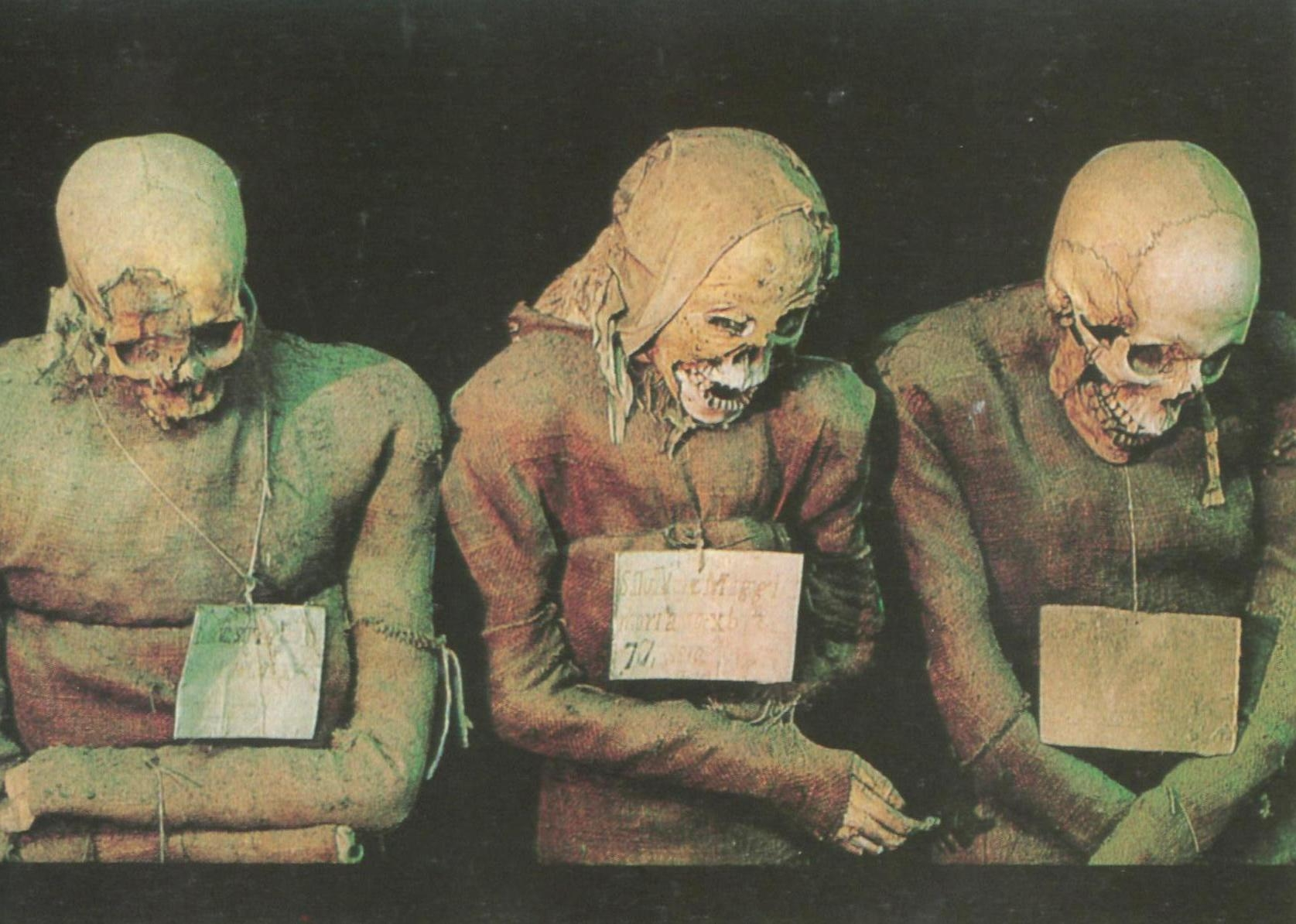
Coridorul călugărilor
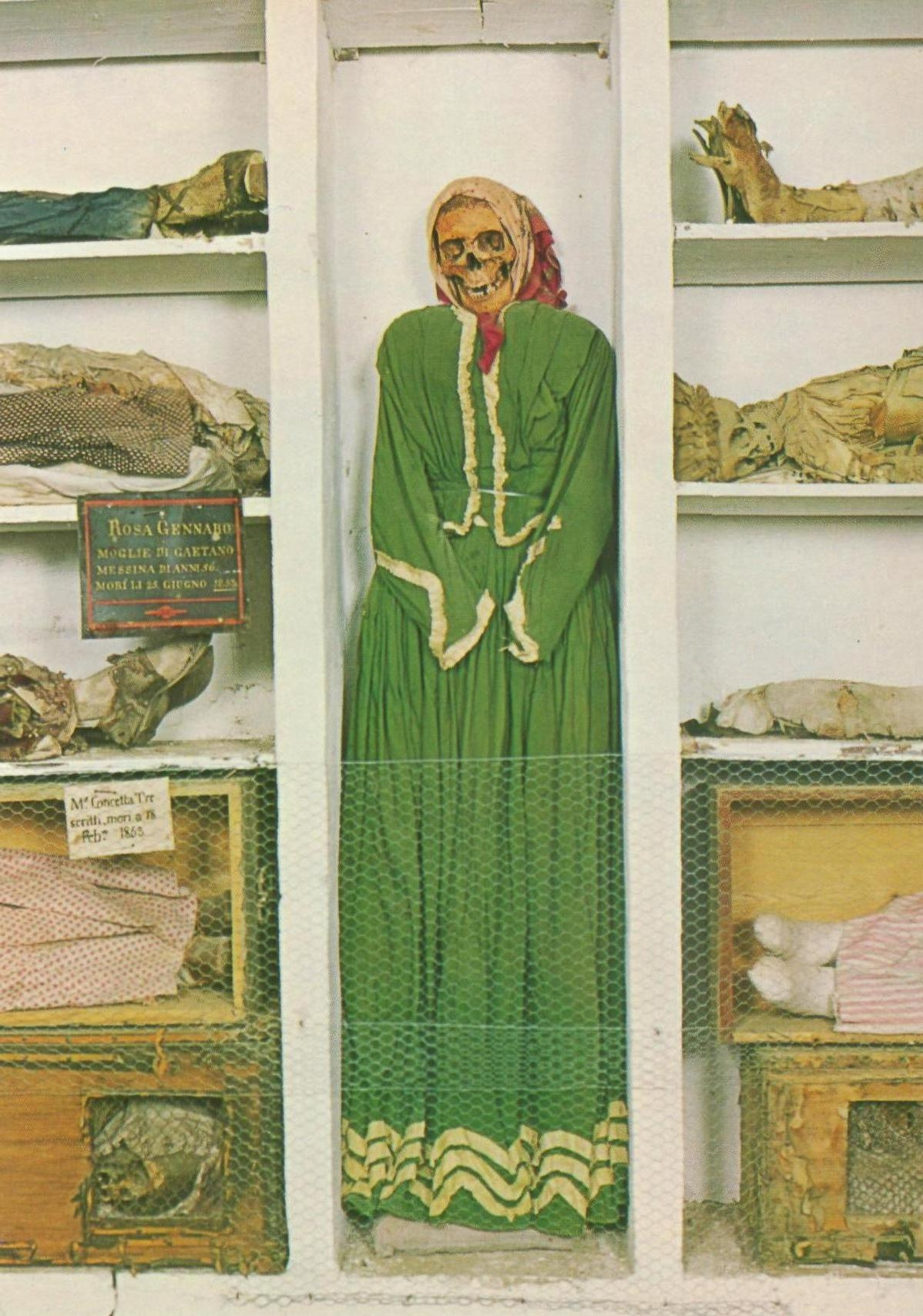
Coridorul femeilor
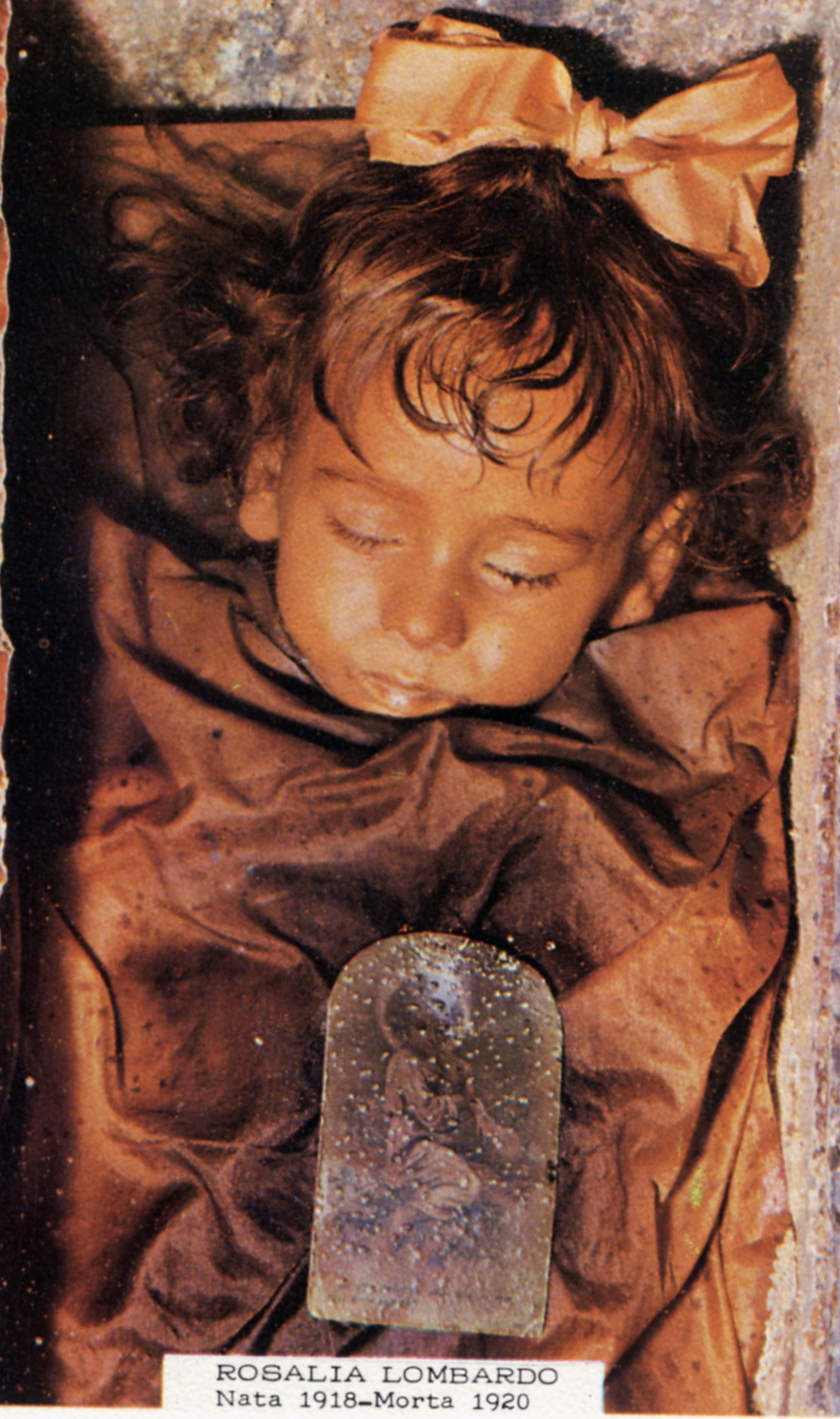
Rosalia Lombardo, decedată în 1920